# Syl Apps
Charles Joseph Sylvanus „Syl“ Apps, CM (* 18. Januar 1915 in Paris, Ontario; † 24. Dezember 1998 in Kingston, Ontario) war ein kanadischer Eishockeyspieler und Stabhochspringer, der von 1936 bis 1948 für die Toronto Maple Leafs in der National Hockey League spielte. Mit den Maple Leafs gewann Apps dreimal den Stanley Cup. Zudem nahm er im Stabhochsprung an den Olympischen Sommerspielen 1936 in Berlin teil.

## Karriere
Als Jugendlicher war er in mehreren Sportarten überdurchschnittlich gut, und so hörte auch Torontos Manager Conn Smythe von diesem talentierten Spieler. Als er Apps das erste Mal sah, war ihm sofort klar, dass er einen Kopf für seine Mannschaft gefunden hatte. Apps war sich jedoch nicht sicher, ob er eine Karriere als Eishockeyspieler einschlagen sollte. Stattdessen reiste er 1936 zunächst nach Berlin, um für Kanada an den Olympischen Spielen teilzunehmen. Dort trat er im Stabhochsprung an und teilte sich mit mehreren anderen Athleten den sechsten Platz. Smythe konnte ihn schließlich zum Eishockey überreden und noch im selben Jahr lief er für die Maple Leafs auf. Nach dem Saisonende 1936/37 wurde Apps als Rookie des Jahres mit der Calder Trophy ausgezeichnet, wobei er sich gegen seinen zweitplatzierten Mannschaftskameraden Gordie Drillon durchsetzte.
Bis 1948 spielte er für die Leafs, unterbrochen von zwei Jahren, die er mit der kanadischen Armee im Zweiten Weltkrieg verbrachte. Als Kapitän führte er die Leafs 1943, 1947 und 1948 zum Stanley-Cup-Sieg. Mit 33 Jahren hatte er angekündigt, dass er nach seinem 200. Tor seine Karriere beenden werde. Im letzten Spiel der Saison 1947/48 erreichte er mit einem Hattrick diese Marke. Nach der Saison gab Conn Smythe ihm einen Blankoscheck um ihn zurückzuholen. Apps hatte sich für eine Rückkehr entschieden, als er erfuhr, das Theodore Kennedy zum neuen Kapitän gewählt worden war. Um Schwierigkeiten zu vermeiden, entschied er sich dann doch gegen eine Rückkehr.
Von 1963 bis 1980 war er Mitglied des Parlaments von Ontario.
Syl Apps wurde 1961 mit der Aufnahme in die Hockey Hall of Fame geehrt. 1977 folgte die Aufnahme als Member in den Order of Canada.

## Sportliche Erfolge
- Stanley Cup: 1943, 1947 und 1948

### Persönliche Auszeichnungen
- First All-Star Team: 1939 und 1942
- Second All-Star Team: 1938, 1941 und 1943
- Calder Trophy: 1937
- Lady Byng Memorial Trophy: 1942

## Familie
Apps ist Begründer einer wahren Eishockey-Dynastie. Sein Sohn Syl Apps junior (* 1947) war ebenfalls ein überaus erfolgreicher Spieler in der National Hockey League. Dessen Kinder, Syl Apps III (* 1976) und Gillian Apps (* 1983), schlugen ebenfalls eine Karriere im Eishockeysport ein. Während Syl III in der American Hockey League und ECHL aktiv war, ist Gillian unter anderem zweifache Goldmedaillengewinnerin bei den Olympischen Winterspielen. Die zweite Enkeltochter Amy Apps (* 1978) war Spielerin der kanadischen Frauen-Fußballnationalmannschaft. Ein weiteres Enkelkind Apps ist Darren Barber (* 1968), der als Ruderer ebenfalls Inhaber einer olympischen Goldmedaille ist.